# Knud Jeppesen
Knud Jeppesen (Kopenhagen, 15 augustus 1892 - aldaar, 14 juni 1974) was een Deense componist en musicoloog.
Hij studeerde bij Carl Nielsen en Thomas Laub in Kopenhagen en later bij Guido Adler en Robert Lach in Wenen.  Hij promoveerde in 1923 op een proefschrift over Palestrina en publiceerde in 1930 een studie Kontrapunkt over de vocale polyfonie. Hij was docent en bestuurslid van het conservatorium van  Aarhus en hoogleraar in de muziekwetenschap aan de Universiteit van Aarhus. Zijn belangstelling ging vooral uit naar de renaissancemuziek. In 1962 gaf hij het eerste complete overzicht uit van het oeuvre van Palestrina.
Zijn composities omvatten onder meer de opera Rosaura naar een toneelstuk van Goldoni, Te Deum Danicum voor koor en orkest, Lave og Jon (gebaseerd op een oud Deens volksliedje) voor mannenkoor en orkest, motetten, cantates, symfonieën, en meer.
- Bibsys: 90532417
- Biblioteca Nacional de España: XX1324128
- Bibliothèque nationale de France: cb148072699 (data)
- Catàleg d'autoritats de noms i títols de Catalunya: 981058615001206706
- Gemeinsame Normdatei: 118776134
- International Standard Name Identifier: 0000 0001 0936 4351
- Library of Congress Control Number: n84115838
- Nationale Bibliotheek van Letland: 000046654
- MusicBrainz: 32799b0b-4504-447e-a494-217eec5c30dc
- Bibliotheek van het Japanse parlement: 00522977
- Nationale Bibliotheek van Tsjechië: jn20010602666
- Nationale Bibliotheek van Israël: 987007601423805171
- Nederlandse Thesaurus van Auteursnamen: 067898742
- LIBRIS: 191615
- SNAC: w61g436d
- Système universitaire de documentation: 073096962
- Trove: 880474
- Virtual International Authority File: 112332370
- WorldCat: E39PBJxMmFHxqfpwwcr4rPT4MP